# Turín (El Salvador)
Turín es un distrito del municipio de Ahuachapán Norte del departamento de Ahuachapán en El Salvador. Tiene una población de 10 122 habitantes según el censo salvadoreño de 2024.
Hasta el 30 de abril de 2024 fue un municipio, pero con una nueva reorganización municipal aprobada en junio de 2023 pasó a ser un distrito del nuevo municipio de Ahuachapán Norte.
| Censo | Población | Cambio | Porcentaje |
| ----- | --------- | ------ | ---------- |
| 2007  | 8 997     | N/D    | N/D        |
| 2024  | 10 122    | 1 125  | 12.5%      |

## Geografía física

### Ubicación
Turín es un distrito del departamento de Ahuachapán que se ubica a 630 metros sobre el nivel del mar; se encuentra limitado al noreste y sur por Atiquizaya y al oeste con la ciudad de Ahuachapán. Posee un área de 21,7 kilómetros cuadrados (2170 ha) divididos en 1.2 km² en su área urbana y 20.5 km². en su área rural. 

### Hidrografía
Turín no cuenta con ríos en su área geográfica, el más próximo es el Río Salitre el cual está ubicado en área geográfica del municipio de Atiquizaya. 

## Historia

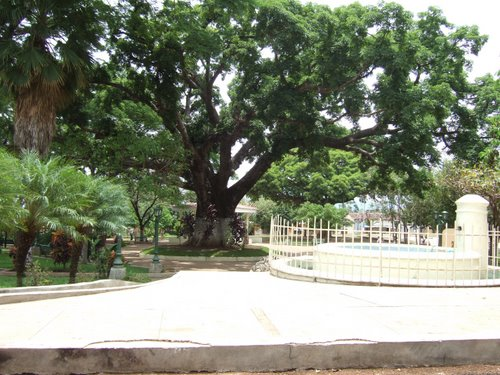
Parque de Turín.

Turín es una antigua población fundada y habitada desde tiempos inmemorables por indígenas Pokomames del grupo Maya-Quiché, sin embargo fueron conquistadas y colonizadas sus tierras por guerreros nahuas de Kuskatan y posteriormente por españoles. 
La historia narra que, aproximadamente, en el año de 1860, las imágenes de San José y la Sagrada Familia fueron traídas de Guatemala por los señores Curiano Molina y Silviano Molina, encargadas por Gabriel Molina. Estaban valoradas en ochocientos reales de plata. 
En el 11 de febrero de 1878, la cámara de diputados de la Asamblea Legislativa dio cuenta con la solicitud de los vecinos del valle del Rincón de la Madera, en jurisdicción de Atiquizaya, en que piden que se erija en pueblo por llenar las condiciones que la ley exige para erigirse en uno. En la sesión del 14 de febrero los diputados dieron primera lectura al dictamen de la comisión de gobernación en la solicitud para que el valle se erija en pueblo con el nombre de Turín. El siguiente día dieron segunda lectura al dictamen y, después de dispensar los trámites y tras una discusión, fue aprobada. En el 21 de febrero, los diputados dieron cuenta con la redacción del decreto y fue aprobada, pasándola al senado. En senado dio primera lectura al proyecto de ley en el 2 de marzo y lo pasaron a la comisión de gobernación. El senado aprobó el decreto en el 30 de enero de 1879 y en el siguiente día el gobierno de Rafael Zaldívar ratificó el decreto legislativo de 21 de febrero de 1878 y pasó a ser publicado en el Diario Oficial del 5 de febrero de 1879. El decreto confirió al valle de Rincón de la Madera el título de pueblo con el nombre de pueblo de Turín y previnió a los vecinos que procedan a la construcción de un cabildo, una casa de escuela e iglesia a la mayor brevedad.
En 1890 tenía 1,046 habitantes.[cita requerida]
Su Iglesia Parroquial fue destruida por un terremoto hace 50 años, en el mismo terreno se construyó una nueva iglesia, frente a la misma pueden verse los cimientos del antiguo templo y en los jardines se ve un pequeño kiosco donde se conservan las antiguas campanas.  

## Geografía humana
En su zona urbana se divide en los barrios El Tránsito, El Socorro y La Unión; en la rural se divide en los cantones El Jobo y El Paraíso; los caseríos del cantón El Jobo son Ex línea férrea, Calle Avícola, Col. San José, Calle vieja, Col. Venecia, Cas. Elf Gas, Colonia Nuevo Turín. 
Los Caseríos de Cantón El Paraíso son Colonia El Paraíso, Colonia Magaña, Col. Sagrada Familia, Col. Granja No 2, Col. El Paraíso No 2, Col. Ana Elena, Cas. La Gallinera, Col. San Francisco, Cas. Los Chicas. 
Tiene una población de 9,997 habitantes 
Al llegar a Turín sus calles son planas, cubiertas de asfalto, cemento o adoquinadas; existen viviendas de tipo mixto y de adobe en la mayoría del área urbana, en el área rural la mayoría son de adobe y sistema mixto y podemos encontrar de otros materiales. 
Turín posee 2 parques, uno ubicado frente a la Iglesia Parroquial y otro en Barrio El Socorro, que fue construido e inaugurado en 2011; el primero posee un kiosco central, jardines y mucha vegetación que le da mucha frescura y belleza; el segundo cuenta con pista de patinaje, canchas, jardines y otras zonas de diversión para la familia. 

### Economía
Sus principales cultivos son: café y granos básicos. Existe la fabricación de canastos de bambú.

## Cultura
Dentro del Pueblo se considera como un símbolo importante la Ceiba Municipal que data desde hace 150 años
Las fiestas patronales se celebran del 12 al 19 de marzo en honor de San José y la Sagrada Familia.